# Ejner Federspiel
Ejner Federspiel (* 12. August 1896 in Aarhus, Dänemark; † 21. November 1981) war ein dänischer Schauspieler.

## Leben
Ejner Federspiel war ein Schüler von Thorkild Roose (1874–1961) und hatte im Jahr 1917 als Darsteller sein erstes Engagement am Det Ny-Theater in Kopenhagen. Es folgten Engagements am Betty-Nansen-Theater, am Odense Teater und am Aarhus Teater. Er wirkte als Schauspieler vor der Kamera von 1930 bis zu seinem Tod in mehr als 70 Film-und-Fernsehproduktionen mit, darunter auch in sechs Filmen der Olsenbande-Reihe.
Ejner Federspiel war ab dem 22. Mai 1924 mit der Redakteurin Gunver Fønss (1895–1963) verheiratet. Aus der Ehe ging die Tochter Birgitte Federspiel hervor, welche ebenfalls Schauspielerin wurde. Federspiel starb im Alter von 85 Jahren. Seine Grabstätte befindet sich auf dem Ordrup-Kirkegard.

## Filmografie
- 1930: Pat und Pattachon als Kunstschützen (Hr. Tell og Søn)
- 1940: Familien Olsen
- 1942: Alle Mann an Deck (Forellen)
- 1943: Kriminalassistent Bloch
- 1947: Familien Swedenhielm
- 1950: Die roten Pferde (De røde heste)
- 1955: Das Wort (Ordet)
- 1961: Harry und sein Kammerdiener (Harry og kammertjeneren)
- 1964: Tine
- 1964: Jungfernstreich (5 mand og Rosa)
- 1968: Die Olsenbande (Olsen-banden)
- 1969: Geld zum zweiten Frühstück (Tænk på et tal)
- 1970: Rend mig i revolutionen
- 1973: Die Olsenbande läuft Amok (Olsen-banden går amok)
- 1976: Die Olsenbande sieht rot (Olsen-banden ser rødt)
- 1977: Die Olsenbande schlägt wieder zu (Olsen-banden deruda')
- 1978: Die Olsenbande steigt aufs Dach (Olsen-banden går i krig)
- 1979: Die Olsenbande ergibt sich nie (Olsen-banden overgiver sig aldrig)
- 1981: Langturschauffør